# 27. ceremonia wręczenia Cezarów
27. ceremonia wręczenia francuskich nagród filmowych Cezarów za rok 2001 odbyła się 2 marca 2002 w Théâtre du Châtelet w Paryżu.
Galę wręczenia nagród prowadził Édouard Baer.

## Laureaci i nominowani
| Najlepszy film - Amelia - Chaos - Sala oficerska - Na moich ustach - Pod piaskiem | Najlepszy reżyser - Jean-Pierre Jeunet – Amelia - Jacques Audiard – Na moich ustach - Patrice Chéreau – Intymność - François Dupeyron – Sala oficerska - François Ozon – Pod piaskiem                |
| Najlepszy aktor - Michel Bouquet – Jak zabiłem swojego ojca - Éric Caravaca – Sala oficerska - Vincent Cassel – Na moich ustach - André Dussollier – Tanguy - Jacques Dutronc – Takie jest życie                               | Najlepsza aktorka - Emmanuelle Devos – Na moich ustach - Catherine Frot – Chaos - Isabelle Huppert – Pianistka - Charlotte Rampling – Pod piaskiem - Audrey Tautou – Amelia                          |
| Najlepszy aktor drugoplanowy - André Dussollier – Sala oficerska - Édouard Baer – Betty Fisher i inne historie - Jamel Debbouze – Amelia - Jean-Paul Roussillon – Dziewczyna z Paryża - Rufus – Amelia                         | Najlepsza aktorka drugoplanowa - Annie Girardot – Pianistka - Nicole Garcia – Betty Fisher i inne historie - Noémie Lvovsky – Moja żona jest aktorką - Isabelle Nanty – Amelia - Line Renaud – Chaos |
| Najbardziej obiecujący aktor - Robinson Stévenin – Mauvais genres - Éric Berger – Tanguy - Stefano Cassetti – Roberto Succo - Grégori Derangère – Sala oficerska - Jean-Michel Portal – Sala oficerska                         | Najbardziej obiecująca aktorka - Rachida Brakni – Chaos - Marion Cotillard – Les jolies choses - Hélène Fillières – Piekło dnia - Hélène de Fougerolles – Kto wie? - Isild Le Besco – Roberto Succo  |
| Najlepszy scenariusz - Na moich ustach – Jacques Audiard i Tonino Benacquista - Amelia – Jean-Pierre Jeunet i Guillaume Laurant - Chaos – Coline Serreau - Ziemia niczyja – Danis Tanović - Sala oficerska – François Dupeyron | Najlepszy film debiutancki - Ziemia niczyja - Grégoire Moulin przeciw ludzkości - Moja żona jest aktorką - Dziewczyna z Paryża - Makrokosmos                                                         |
| Najlepsze zdjęcia - Tetsuo Nagata – Sala oficerska - Bruno Delbonnel – Amelia - Mathieu Vadepied – Na moich ustach | Najlepszy montaż - Marie-Josèphe Yoyotte – Makrokosmos - Hervé Schneid – Amelia - Juliette Welfling – Na moich ustach                                                                                |
| Najlepszy dźwięk - Cyril Holtz i Pascal Villard – Na moich ustach - Vincent Arnardi, Gérard Hardy i Jean Umansky – Amelia - Cyril Holtz i Jean-Paul Mugel – Braterstwo wilków                                                  | Najlepsza muzyka - Yann Tiersen – Amelia - Joseph LoDuca – Braterstwo wilków - Alexandre Desplat – Na moich ustach - Bruno Coulais – Makrokosmos                                                     |
| Najlepsze kostiumy - Dominique Borg – Braterstwo wilków - Madeline Fontaine – Amelia - Pierre-Jean Larroque – Angielka i książę - Catherine Bouchard – Sala oficerska                                                          | Najlepsza scenografia - Aline Bonetto – Amelia - Guy-Claude François – Braterstwo wilków - Antoine Fontaine – Angielka i książę                                                                      |
| Najlepszy film krótkometrażowy - A Summer Night Rendez-vous - Pieces of My Wife - Les Filles du douze - Millevaches (expérience) - The Apple, the Fig and the Almond                                                           | Najlepszy film zagraniczny - Mulholland Drive - Człowiek, którego nie było - Moulin Rouge! - Pokój syna - Traffic                                                                                    |
| Cezar Honorowy - Anouk Aimée - Jeremy Irons - Claude Rich | |